# Camellia costei
Camellia costei là một loài thực vật có hoa trong họ Theaceae. Loài này được H.Lév. mô tả khoa học đầu tiên năm 1911.